# Pecos County
Pecos County je okres ve státě Texas v USA. K roku 2010 zde žilo 15 507 obyvatel. Správním městem okresu je Fort Stockton. Celková rozloha okresu činí 12 341 km².